# Lê Đức Thọ
Lê Đức Thọⓘ ([lē ɗɨ̌k tʰɔ̂ˀ]), właśc. Phan Ðinh Khải (ur. 14 października 1911 w prowincji Hà Nam, zm. 13 października 1990 w Hanoi) – wietnamski polityk, generał, dyplomata, laureat Pokojowej Nagrody Nobla.

## Życiorys
Urodził się jako Phan Ðinh Khải w średnio zamożnej rodzinie w prowincji Hà Nam w północnym Wietnamie. Po ukończeniu szkoły prowadzonej przez władze francuskie, pracował jako urzędnik na poczcie. 
W 1930 roku współtworzył Indochińską Partię Komunistyczną.  W tym samym roku został aresztowany przez władze francuskie za udział w zamieszkach organizowanych przez kolegów sympatyzujących z komunizmem. Przebywał w więzieniu do 1936 roku. Po uwolnieniu otwarcie (oficjalne wietnamskie biografie określiły to jako "aktywność pół-otwarta") zaangażował się w działalność komunistyczną, stając się przywódcą lokalnej prasy i propagandy komunistycznej. W 1939 roku został ponownie uwięziony i uwolniony w 1944 roku (według niektórych relacji uciekł z więzienia).
W 1945 został jednym z liderów partii komunistycznej, wstąpił także do Ligi Niepodległości Wietnamu (Việt Minh). Podczas I wojny indochińskiej był wysokim rangą urzędnikiem Việt Minhu. W 1955 roku został członkiem Politbiura Partii Pracujących Wietnamu (później przemianowanej na Komunistyczną Partię Wietnamu), funkcję tę zachował do 1986 roku. W czasie wojny wietnamskiej nadzorował działania Vietcongu.  
Od 1969 roku prowadził z Henrym Kissingerem (wówczas doradcą ds. bezpieczeństwa narodowego prezydenta Richarda Nixona) tajne rozmowy, podczas których ustalano warunki zakończenia wojny. Rozmowy doprowadziły do podpisania zawieszenia broni, które miało miejsce 23 stycznia 1973. Jesienią 1973 Lê Đức Thọ i Henry Kissinger otrzymali Pokojową Nagrodę Nobla, jednak Wietnamczyk odmówił jej przyjęcia, argumentując, że pokój jeszcze nie został ustanowiony, a jego przeciwnik wielokrotnie naruszał warunki rozejmu.  
W 1975 jako ekspert nadzorował ofensywę wojsk Wietnamu Północnego, która doprowadziła do upadku rządu w Sajgonie i połączenia obu państw wietnamskich w jedno państwo, rządzone przez komunistów. 
Lê Đức Thọ podobną rolę pełnił w czasie wojny kambodżańsko-wietnamskiej w 1978 roku. Opuścił potem armię, ale przez 8 lat pozostawał jeszcze członkiem Biura Politycznego.
Zmarł w szpitalu wojskowym w Hanoi w wieku 79 lat, jako przyczynę śmierci podano nowotwór gardła. Został pochowany na cmentarzu Mai Dịch w Hanoi.